# Selección femenina de baloncesto de China Taipéi
La Selección femenina de baloncesto de China Taipéi es el equipo formado por jugadoras de nacionalidad taiwanesa, que representa a la Asociación de Baloncesto de China Taipéi en las competiciones internacionales organizadas por la Federación Internacional de Baloncesto (FIBA) y el Comité Olímpico Internacional: los Juegos Olímpicos, la Copa Mundial de Baloncesto Femenino y el Campeonato FIBA Asia Femenino.

## Participaciones

### Campeonato FIBA Asia Femenino
| Año  | Sede                   | Posición       |
| ---- | ---------------------- | -------------- |
| 1965 | Seúl, Corea del Sur    | No clasificó   |
| 1968 | Taipéi, Taiwán         | Fase de grupos |
| 1970 | Kuala Lumpur, Malasia  | 3°             |
| 1972 | Taipéi, Taiwán         | 2°             |
| 1974 | Seúl, Corea del Sur    | 3°             |
| 1976 | Hong Kong, China       | No clasificó   |
| 1978 | Kuala Lumpur, Malasia  | No clasificó   |
| 1980 | Hong Kong, China       | No clasificó   |
| 1982 | Tokio, Japón           | No clasificó   |
| 1984 | Kuala Lumpur, Malasia  | No clasificó   |
| 1986 | Kuala Lumpur, Malasia  | 3°             |
| 1988 | Hong Kong, China       | 3°             |
| 1990 | Singapur, Singapur     | 4°             |
| 1992 | Seúl, Corea del Sur    | 4°             |
| 1994 | Sendai, Japón          | 4°             |
| 1995 | Shizuoka, Japón        | 4°             |
| 1997 | Bangkok, Tailandia     | 4°             |
| 1999 | Shizuoka, Japón        | 3°             |
| 2001 | Bangkok, Tailandia     | 4°             |
| 2004 | Sendai, Japón          | 4°             |
| 2005 | Qinhuangdao, China     | 3°             |
| 2007 | Incheon, Corea del Sur | 4°             |
| 2009 | Chennai, India         | 4°             |
| 2011 | Ōmura, Japón           | 4°             |
| 2013 | Bangkok, Tailandia     | 4°             |
| 2015 | Wuhan, China           | 4°             |
| 2017 | Bangalore, India       | No clasificó   |
| 2019 | Bangalore, India       | 6°             |

### Copa Mundial de Baloncesto Femenino
| Año  | Sede            | Posición       |
| ---- | --------------- | -------------- |
| 1953 | Chile           | No clasificó   |
| 1957 | Brasil          | No clasificó   |
| 1959 | Unión Soviética | No clasificó   |
| 1964 | Perú            | No clasificó   |
| 1967 | Checoslovaquia  | No clasificó   |
| 1971 | Brasil          | No clasificó   |
| 1975 | Colombia        | No clasificó   |
| 1979 | Corea del Sur   | No clasificó   |
| 1983 | Brasil          | No clasificó   |
| 1986 | Unión Soviética | 12°            |
| 1990 | Malasia         | No clasificó   |
| 1994 | Australia       | 14°            |
| 1998 | Alemania        | No clasificó   |
| 2002 | China           | 14°            |
| 2006 | Brasil          | 14°            |
| 2010 | República Checa | No clasificó   |
| 2014 | Turquía         | No clasificó   |
| 2018 | España          | No clasificó   |
| 2022 | Australia       | Por determinar |

## Equipo actual
Lista de las 12 jugadoras seleccionadas por Chang Hui Ying para Campeonato FIBA Asia Femenino 2017.